# Kira Ivanova
Kira Valentinovna Ivanova (in russo Кира Валентиновна Иванова?; Mosca, 10 gennaio 1963 – Mosca, 18 dicembre 2001) è stata una pattinatrice artistica su ghiaccio sovietica, dal 1991 russa.
È stata assassinata nel suo appartamento nel 2001 all'età di 38 anni, colpita con varie coltellate alla schiena
.

## Palmarès
| Internazionali                | Internazionali | Internazionali | Internazionali | Internazionali | Internazionali | Internazionali | Internazionali | Internazionali | Internazionali | Internazionali | Internazionali |
| Evento                        | 1977–78        | 1078–79        | 1979–80        | 1980–81        | 1981–82        | 1982–83        | 1983–84        | 1984–85        | 1985–86        | 1986–87        | 1987–88        |
| ----------------------------- | -------------- | -------------- | -------------- | -------------- | -------------- | -------------- | -------------- | -------------- | -------------- | -------------- | -------------- |
| Giochi olimpici invernali     |                |                | 16°            |                |                |                | 3°             |                |                |                | 7°             |
| Campionati mondiali           |                | 18°            |                | 12°            |                |                | 4°             | 2°             | 4°             | 5°             |                |
| Campionati europei            |                | 10°            | 11°            | 7°             |                |                | 4°             | 2°             | 2°             | 2°             | 2°             |
| Prize of Moscow News          |                | 2°             | 1°             |                | 2°             | 1°             | 1°             | 1°             |                | 1°             |                |
| Skate Canada                  |                |                |                |                | 3°             |                |                |                |                |                |                |
| Internazional: Junior         |                |                |                |                |                |                |                |                |                |                |                |
| Campionati mondiali           | 2°             |                |                |                |                |                |                |                |                |                |                |
| National                      |                |                |                |                |                |                |                |                |                |                |                |
| Campionati sovietici          | 2° J           | 1°             |                | 1°             |                | SQ             |                | 2°             | 2°             | 2°             | 1°             |
| J = Junior; SQ = Squalificata |                |                |                |                |                |                |                |                |                |                |                |